# 李素 (同治舉人)
李素（？—1896年），字少白，雲南省永昌府保昌縣（今雲南省保山縣）人，清朝政治人物。

## 生平
同治六年，鄉試中舉。光緒初年，授陝西商州知州，曾經參與賑濟，并治理水患，卓有成績。此後署同州府知府，為官十八年，后因病免職歸鄉。